# 안경수 (대한제국)
안경수(安駉壽, 1853년 8월 3일~1900년 5월 28일)는 조선 시대 후기의 문신 겸 개화파 정치인 출신이다. 그는 주로 대한제국 시대 초기 때까지 무관 관료, 정치인, 저술가, 사업가, 시조 문학 시인, 작가 등으로 주요적인 활약 등을 하였다.
본관은 죽산(竹山)으로 자(字)는 성재(聖哉)이며 시호는 의민(毅愍)이다.
그는 독립협회 초대 회장 등을 역임한 이이기도 한데 그가 독립협회 초대 회장 재임 당시에 독립협회 초대 대표위원장 등을 지낸 이는 이완용(훗날 을사오적 등의 일원으로 변절)이었다.
1893년 전환국방판으로 일본의 화폐 주조를 시찰하고 돌아와 조선에 신화폐를 주조하는 사업을 주관하였다.
전형적인 출세주의 인간형이라는 평가를 받는다.

## 생애
안광일(安光逸, 아명(兒名)은 안광묵(安光默))의 서자(庶子)로 출생하여 일본을 왕래하다가 1887년 주일 공사 민영준의 통역관으로 출세하였다.
1894년 동학농민운동 때는 개화 친일 정객 출신으로 협상과 사태 수습에 나섰다.
일본 문물 수용을 적극 찬성하면서 화약 생산을 위한 제약소(製藥所)를 설립하여 신식 화약 도입을 지원하였고, 신식 화폐 발행에 주력했다. 갑오경장 때 핵심적 친일 관료로 화려하게 활약했으나, 1895년 삼국 간섭 뒤 차라리 근왕파로 변신하여 경무사, 군부 대신을 지내었고, 을미왜변(乙未倭變)이 끝난 뒤 춘생문 사건에 가담하여 그 계획을 당시 외부대신이었던 김윤식에게 누설하였다.
2차, 3차 김홍집(金弘集) 내각에서 각각 탁지부협판(度支部協辦)을 거쳐 군부대신 직책을 지냈다. 을미왜변(乙未倭變)에 연루되어 한때 파면되었으나 곧 중추원 의관(議官)에 복직하였다.
그러나 춘생문사건(春生門事件)의 주동자로 3년 징역을 선고받고 풀려났다. 1896년 아관망명 뒤 경무사가 되었고, 1897년 독립협회가 설립되자 초대 회장이 되었으며, 대조선저마제사회사 사장을 지냈다. 1898년 다시 반황제파로 변신하여 그해 김재풍(金在豊) 등과 함께 황제 양위 음모를 꾸미다가 발각되어 주동자들이 체포되면서 그는 일본으로 망명하였다.
1900년 귀국하여 재판을 받고 이준용(李埈鎔)의 모역사건을 눈감아준 혐의로 사형에 처해졌다. 1907년 신원(伸寃)되었다.

## 가족 관계
- 조부 : 안기(安棋)
  - 아버지 : 안광묵(安光默)
  - 숙부: 안길묵(安吉默)
    - 이복형 : 안재수(安載壽)[15]
      - 장조카 : 안서현(安瑞鉉)[16]
      - 종조카 : 안석현(安石鉉)[17]
      - 계자 : 안국선(安國善)[18]

## 같이 보기
| - 화폐 - 개화당 - 서재필 - 박정양 - 서광범 - 윤치호 - 김옥균 - 박영효 - 이상재 - 이승만 - 홍영식 - 오경석 - 박규수 - 춘생문 사건 | - 갑신정변 - 유길준 - 유성준 - 서재창 - 민영익 - 박중양 - 이승만 - 이상재 - 이동녕 - 홍순목 - 김규식 - 독립협회 |